# Вистахм
Вистахм (Вистам, Бистам, Бестам) — царь царей (шахиншах) Ирана, правил в 591 — 596 годах.
Вистахм, сын Шапура, принадлежал к древнему знатному (но не царскому) роду и был родным дядей Хосрова II. После победы над Бахрамом Чубином шах назначил его спахбадом Хорасана, Рея и Табаристана. Узнав о казни своего брата Виндоя, Вистахм поднял мятеж. Собирая войско, он вошёл в контакт с дейлемитами и принятыми ими войнами разбитого Бахрама Чубина. Бывшие враги помирились, Вистахм женился на сестре Чубина Гордийе, и мятежники провозгласили его шахом.
Реально Вистахм контролировал северо-восток Сасанидской державы: области Прикаспия (Дейлем, Мидию, Гурган) и Абаршахр, однако и кушанские царьки, и ряд армянских нахараров также держали его сторону. Отношения Вистахма и Хосрова II сложились странные — историки пишут, что узурпатор нападал на воинские отряды Хосрова, притеснял его налоговых чиновников, а нумизматические данные свидетельствуют о синхронных выпусках монет обоих правителей в Абаршахре и Рее (Вистахм чеканил свои монеты только на этих дворах). Кроме того, драхмы Вистахма имеют явные отличия от классических шахских монет того времени — например, в поле лицевой стороны монет вместо традиционных звёзд — символ похожий на три точки.
В 595 или 596 году Вистахм был разбит войсками законного правителя и укрылся в Балхе (в первое десятилетие правления Хосрова II этот город сохранял автономию). Там он и погиб, очевидно, вследствие происков агентов Хосрова. Некий союзный «тюрк» (по данным Себеоса — кушанский вождь Париовк) убил Вистахма и послал его голову в Ктесифон. По легендарной версии, Вистахма зарезала Гордийе, которой Хосров за это пообещал свободное возвращение на родину.
Дети Вистахма — Виндой и Тирой, как и сын Бахрама Чубина, впоследствии участвовали в борьбе персов с мусульманами.